# Tatsuma Itō
Tatsuma Itō (japanisch 伊藤竜馬 Itō Tatsuma; * 18. Mai 1988 in Inabe) ist ein japanischer Tennisspieler.

## Leben und Karriere
Itō war bislang vor allem auf der Challenger Tour erfolgreich. In den Jahren 2010 bis 2012 gelangen ihm je zwei Turniersiege, darunter dreimal auf heimischem Boden. Im März 2012 gelang ihm erstmals der Sprung in die Top 100 der Weltrangliste. Seit 2009 wird er zudem regelmäßig für die Davis-Cup-Mannschaft seines Landes nominiert. Im November 2018 gelang ihm in Kōbe nach über sechs Jahren wieder ein Erfolg auf der Challenger Tour.

## Erfolge
| Legende (Anzahl der Siege)  |
| Grand Slam                  |
| ATP World Tour Finals       |
| ATP World Tour Masters 1000 |
| ATP World Tour 500          |
| ATP World Tour 250          |
| ATP Challenger Tour (7)     |

### Einzel

#### Turniersiege
| Nr. | Datum             | Turnier    | Belag         | Finalgegner         | Ergebnis       |
| --- | ----------------- | ---------- | ------------- | ------------------- | -------------- |
| 1.  | 14. August 2010   | Brasília   | Hartplatz     | Izak van der Merwe  | 6:4, 6:4       |
| 2.  | 28. November 2010 | Toyota     | Hartplatz     | Yūichi Sugita       | 6:4, 6:2       |
| 3.  | 4. April 2011     | Recife     | Hartplatz     | Tiago Fernandes     | kampflos       |
| 4.  | 27. November 2011 | Toyota (2) | Hartplatz     | Sebastian Rieschick | 6:4, 6:2       |
| 5.  | 11. März 2012     | Kyōto      | Teppich (i)   | Malek Jaziri        | 6:75, 6:1, 6:2 |
| 6.  | 13. Mai 2012      | Busan      | Hartplatz     | John Millman        | 6:4, 6:3       |
| 7.  | 18. November 2018 | Kōbe       | Hartplatz (i) | Yōsuke Watanuki     | 3:6, 7:5, 6:3  |